# Ciberantropología
Ciberantropología o antropología del ciberespacio es una rama de la antropología sociocultural que estudia sistemas cibernéticos y la relación entre humanos y nuevas tecnologías.

## Características
La ciberantropología, a diferencia de la etnografía virtual, estudia la relación del ser humano con las tecnologías, esto implica llevar los estudios antropológicos fuera de un contexto offline, a diferencia de la Etnografía Virtual, la cual se delimita a un estudio de la Web. Por ende, la ciberantropología centra su atención tanto en contextos en línea, como en fenómenos tecnológicos como lo pueden ser el estudio de dispositivos de uso masivo, entre los que podemos encontrar i-Pod, PDAs y todo tipo de hardware, hasta la fusión del ser humano con la máquina como es el caso de los cyborgs.
La antropología tiene hasta el momento tres aproximaciones en el mundo de las Nuevas Tecnologías, siendo la ciberantropología una de ellas. La primera es la etnografía virtual, cuya mayor exponente hasta el momento es Christine Hine. La etnografía digital es la segunda propuesta. La tercera propuesta es la ciberantropología, la cual retoma su nombre del libro escrito por Arturo Escobar "Bienvenidos a Cyberia" (Welcome to Cyberia).
Ciberantropología estudia la red global como nuevo escenario social, si bien el estudio antropológico de la red es un campo relativamente reciente pero que ha atraído a numerosos investigadores sociales, que desde diferentes perspectivas han ido desengranando y desentramando los misterios de este nuevo escenario. Y es que la sociedad de principios del XXI vive inmersa en una serie de cambios vertiginosos, una vorágine de transformaciones que de manera exponencial están permutando las formas de vida de todos los rincones del planeta.
Cuando la antropología y la etnografía se aplican al estudio de las audiencias en Internet y en entornos digitales, derivan en nombres como ciberantropología, antropología digital y etnografía virtual. Que adquieren relevancia en los procesos comunicativos, como el periodismo en red, es decir, de la persona mediada por un ordenador o dispositivo móvil, y están influenciadas por las nuevas formas narrativas, entonces la ciberantropología analiza y estudia a las audiencias digitales con un enfoque más transversal y multidisciplinario, ya que estudia a los usuarios de Internet con el objetivo de conocer y detectar sus necesidades, así como conocer con profundidad el fenómeno de masas que se alinean en las redes sociales utilizando diferentes dispositivos móviles.

## Estudios de ciberantropología
Según un reciente estudio elaborado por el departamento de Ciberantropología de la University College London, los consumidores están recurriendo cada vez más a las imágenes y su comunicación está siendo cada vez más visual, en dicho estudio de Nick Gadsby Archivado el 15 de junio de 2018 en Wayback Machine., profesor de Antropología Digital de la citada universidad afirma que “como los consumidores simplifican su lenguaje cada vez más a través de las imágenes, existe una necesidad urgente de dedicar más tiempo a entender el rico material visual que las personas producen y a adoptar métodos formales para hacerlo”. 
Es bien sabido que la sociología ha estudiado tradicionalmente cómo se conformaban los grupos humanos, no obstante, el nuevo desafío en el ámbito de humanidades es comprender cómo ahora esos grupos se forman en un nuevo escenario, la red global de Internet. Habrá que profundizar en los perfiles de usuarios que buscan estos espacios, cuáles son los intereses perseguidos y qué es lo que la propia red ofrece. Conocer el lado humano de la tecnología, y cómo la humanidad del siglo XXI ha encontrado una nueva vía de expresión en la Internet, que se convierte en un espacio antropológico, y al mismo tiempo en un nuevo escenario con unas reglas propias: la ciberantropología.

### En Ciudad Virtual de la Antropología
- https://web.archive.org/web/20101216134340/http://naya.org.ar/congreso/ponencia1-26.htm Los inicios de la ciberantropología en español 1998
- Sobre la Naturaleza de la Realidad Virtual. El Problema del Software en Ciberantropología https://web.archive.org/web/20130323180626/http://naya.org.ar/congreso2000/ponencias/Jose_Picciuolo_Valls.htm
- COLANTROPOS - Colombia en la antropología / La antropología en Colombia
- La Comunidad Virtual- Guinalíu, M (2003): "La Comunidad Virtual"
- Youth Division- Empresa investigativa que implementa ciberantrolopogía en sus estudios.
- Blog Youth Division- Blog dedicado a la función de las tecnologías en la vida de los individuos (también maneja otras temáticas).
- https://web.archive.org/web/20101216134340/http://naya.org.ar/congreso/ponencia1-26.htm Los inicios de la ciberantropología en español 1998
- Comunidad En la Red- Blog dedicado al estudio de las comunidades virtuales.
- Flores Vivar, Jesús Miguel. (2018). Ciberantropología del periodismo en red. Enfoques teóricos y propuestas metodológicas para el estudio de la audiencia digital. Letras (Lima), 89(129), 4-29. doi: https://dx.doi.org/10.30920/letras.89.129.1
- Vazquéz Atochero, Alfonso (2017). Mundo digital Etnografiando la noosfera http://www.razonypalabra.org.mx/LibroMundoDigital/MundoDigital.pdf

- Datos: Q601854